# Институциональная единица
Институциональная единица (англ. Institutional unit) — это экономическая единица, которая способна от своего имени владеть активами, принимать обязательства, участвовать в экономической деятельности и вступать в операции с другими единицами.

## Признаки (главные характеристики) институциональных единиц
a. Институциональная единица имеет право владеть товарами и активами от своего имени; она, следовательно, может обмениваться товарами и активами в операциях с другими институциональными единицами;
b. Она может принимать экономические решения и участвовать в экономической деятельности, за которую она несет прямую ответственность и подотчетна по закону;
c. Она способна принимать обязательства от своего имени, принимать обязательства другого рода и обязательства, связанные с будущей деятельностью, и заключать контракты;
d. Институциональная единица должна иметь полный набор счетов, включая баланс активов и пассивов, или должна существовать возможность составить содержательный с экономической точки зрения набор счетов, если они потребуются.

## Виды институциональных единиц
Существует два рода единиц, которые могут рассматриваться как институциональные единицы:
- физические лица или группы физических лиц в форме домашних хозяйств,
- юридические лица или общественные организации.

Домашнее хозяйство — группа лиц, которые:
- живут в одном и том же жилище,
- объединяют частично или полностью свои доходы и имущество,
- потребляют коллективно некоторые виды товаров и услуг, главным образом, жилищные услуги и продукты питания[3].

Наряду с отдельными домашними хозяйствами существуют единицы, которые называются институциональными домашними хозяйствами; они включат группу лиц, которые остаются в течение длительного периода времени в больницах, домах престарелых, монастырях, тюрьмах и т. д.
Второй тип институциональной единицы — это юридическое лицо или общественная организация, которые занимаются экономической деятельностью и от своего имени вступают в операции с другими единицами. К ним относятся корпорации, некоммерческие организации (НКО) и органы государственного управления.
Юридическое лицо или общественная организация — это такая единица, существование которой признано законом или обществом, независимо от физических лиц или других юридических единиц, которые, возможно, являются их собственниками или контролируют их. Такие единицы ответственны или подотчётны за экономические решения или действия, которые они предпринимают, хотя их автономность может быть ограничена в некоторой степени другими институциональными единицами; например, корпорации в конечном итоге контролируются их акционерами.
Поведение некоторых некорпорированных предприятий, принадлежащих домашним хозяйствам или органам государственного управления, аналогично поведению корпораций, и поэтому такие предприятия рассматриваются как квазикорпорации, если у них есть полный набор счетов.
| Домашние хозяйства                            | группа лиц, которые живут в одном и том же жилище, объединяют частично или полностью свои доходы и имущество и потребляют коллективно некоторые виды товаров и услуг, главным образом, жилищные услуги и продукты питания | группа лиц, которые живут в одном и том же жилище, объединяют частично или полностью свои доходы и имущество и потребляют коллективно некоторые виды товаров и услуг, главным образом, жилищные услуги и продукты питания        |
| Юридические лица или общественные организации | Корпорации | Корпорации, учреждённые как юридические лица |
| Юридические лица или общественные организации | Корпорации | Кооперативы |
| Юридические лица или общественные организации | Корпорации | Партнёрства ограниченной ответственностью |
| Юридические лица или общественные организации | Корпорации | Условные резидентские единицы |
| Юридические лица или общественные организации | Корпорации | Квазикорпорации |
| Юридические лица или общественные организации | Некоммерческие организации | уникальные типы юридических лиц, учрежденные в результате политических процессов, которые обладают законодательной, судебной или исполнительной властью в отношении других институциональных единиц в пределах данной территории |
| Юридические лица или общественные организации | Органы государственного управления | уникальные типы юридических лиц, учрежденные в результате политических процессов, которые обладают законодательной, судебной или исполнительной властью в отношении других институциональных единиц в пределах данной территории |

## Группировка по институциональным секторам (в соответствии с СНС-2008)

### Сектор нефинансовых корпораций
| Нефинансовые корпорации (НК) | Некоммерческие организации (НКО)           | Организации, ориентированные на получение прибыли (ОПП) |
| ---------------------------- | ------------------------------------------ | ------------------------------------------------------- |
| Государственные НК           | Государственные нефинансовые НКО           | Государственные нефинансовые ОПП                        |
| Национальные частные НК      | Национальные частные нефинансовые НКО      | Национальные частные нефинансовые ОПП                   |
| НК под иностранным контролем | Нефинансовые НКО под иностранным контролем | Нефинансовые ОПП под иностранным контролем              |

### Сектор финансовых корпораций
1. Центральный банк;
2. Корпорации, принимающие депозиты, кроме центрального банка;
3. Фонды денежного рынка (ФДР);
4. Инвестиционные фонды неденежного рынка;
5. Другие финансовые посредники, кроме страховых корпораций и пенсионных фондов;
6. Вспомогательные финансовые корпорации;
7. Кэптивные финансовые учреждения и ростовщики;
8. Страховые корпорации;
9. Пенсионные фонды.

### Сектор государственного управления
СНС-2008 предусматривает два метода группировки отнесённых к этому сектору институциональных единиц.
Метод первый:
- центральные органы управления + НКО;
- региональные органы управления + НКО;
- местные органы управления + НКО;
- фонды (в т.ч. социального обеспечения) всех уровней.

Метод второй:
- центральные органы управления + НКО + фонды;
- региональные органы управления + НКО + фонды;
- местные органы управления управления + НКО + фонды.

### Некоммерческие организации, обслуживающие домашние хозяйства
Все НКО, не вошедшие в предыдущие секторы.
Три подсектора:
1. Созданные ассоциациями лиц с целью предоставления товаров или чаще услуг, главным образом, членам этих ассоциаций:
- профессиональные общества,
- политические партии,
- профсоюзные организации,
- ассоциации потребителей,
- церкви и религиозные общины,
- социальные, культурные, развлекательные и спортивные клубы.

2. Предоставляющие товары или услуги на нерыночной основе нуждающимся домашним хозяйствам:
- благотворительные общества,
- агентства, занятые спасением и оказанием помощи.

Созданы для филантропических целей и не обслуживают интересы членов.
3. Предоставляющие коллективные услуги:
- научно-исследовательские организации, которые предоставляют бесплатно результаты своих исследований,
- группы, занятые вопросами экологии и т.д.

### Домашние хозяйства
Несколько критериев группировки.
1. Критерий дохода:
- работодатели;
- самостоятельно занятые лица;
- лица, работающие по найму;
- получатели доходов от собственности и трансфертов:
  - получатели доходов от собственности;
  - получатели пенсий;
  - получатели других трансфертных доходов.

2. В соответствии с характеристиками «референтного лица» (с наибольшим доходом либо которое принимает важнейшие решения в отношении потребления):
- занятием референтного лица;
- отраслью, в которой референтное лицо работает;
- уровнем образования референтного лица;
- квалификацией или профессиональными навыками референтного лица.

3. В соответствии с размером домашнего хозяйства и его местонахождением:
- размером общего дохода домашнего хозяйства;
- размером домашнего хозяйства по числу его членов;
- типом местности, в которой домашнее хозяйство расположено.

К сектору домашних хозяйств СНС-2008 относит также некорпорированные предприятия домашних хозяйств.

### Остальной мир
Условно используется как "шестой сектор" для отражения операций, связанных с экспортом/импортом.
Все нерезидентские институциональные единицы, которые участвуют в операциях с резидентскими единицами или имеют другие экономические связи с резидентскими единицами данной страны.